# Bhorle (Parbat)
Bhorle – gaun wikas samiti w zachodniej części Nepalu w strefie Dhawalagiri w dystrykcie Parbat. Według nepalskiego spisu powszechnego z 2001 roku liczył on 497 gospodarstw domowych i 2632 mieszkańców (1451 kobiet i 1181 mężczyzn).